# نارون برگ‌بلوطی
نارون برگ‌بلوطی (نام علمی: Ulmus castaneifolia) نام یک گونه از سرده نارون است.